# Ново-Баварське водосховище
Ново-Баварське водосховище — невелике руслове водосховище (за гідрологічною класифікацією - великий став) на р. Уди (басейн Дону), розташоване на околиці Харкова між місцевістю Нова Баварія та колишнім селом Григорівка.
Площа дзеркала — 0,353 км. Об'єм — 200 тис. м3, довжина — 2,0-2,3 км, максимальна ширина — 300—400, глибина — 5,0 м.

## Історія
Водосховище споруджено в 1967 році для рекреації з назвою «Жовтневе». В тому ж році відкритий однойменний гідропарк. У травні 2016 року гідропарк отримав нову назву «Удянський».

## Галерея

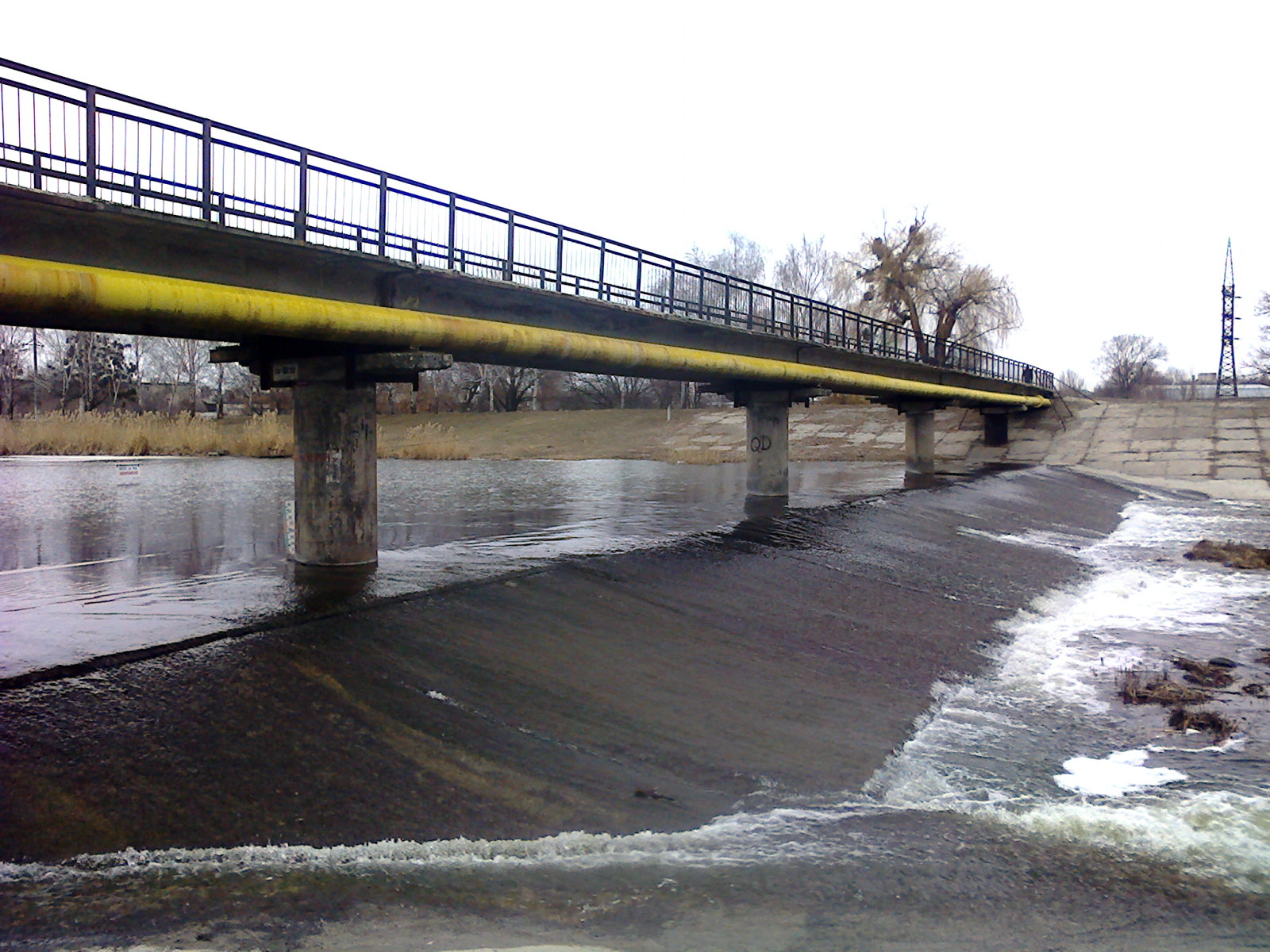
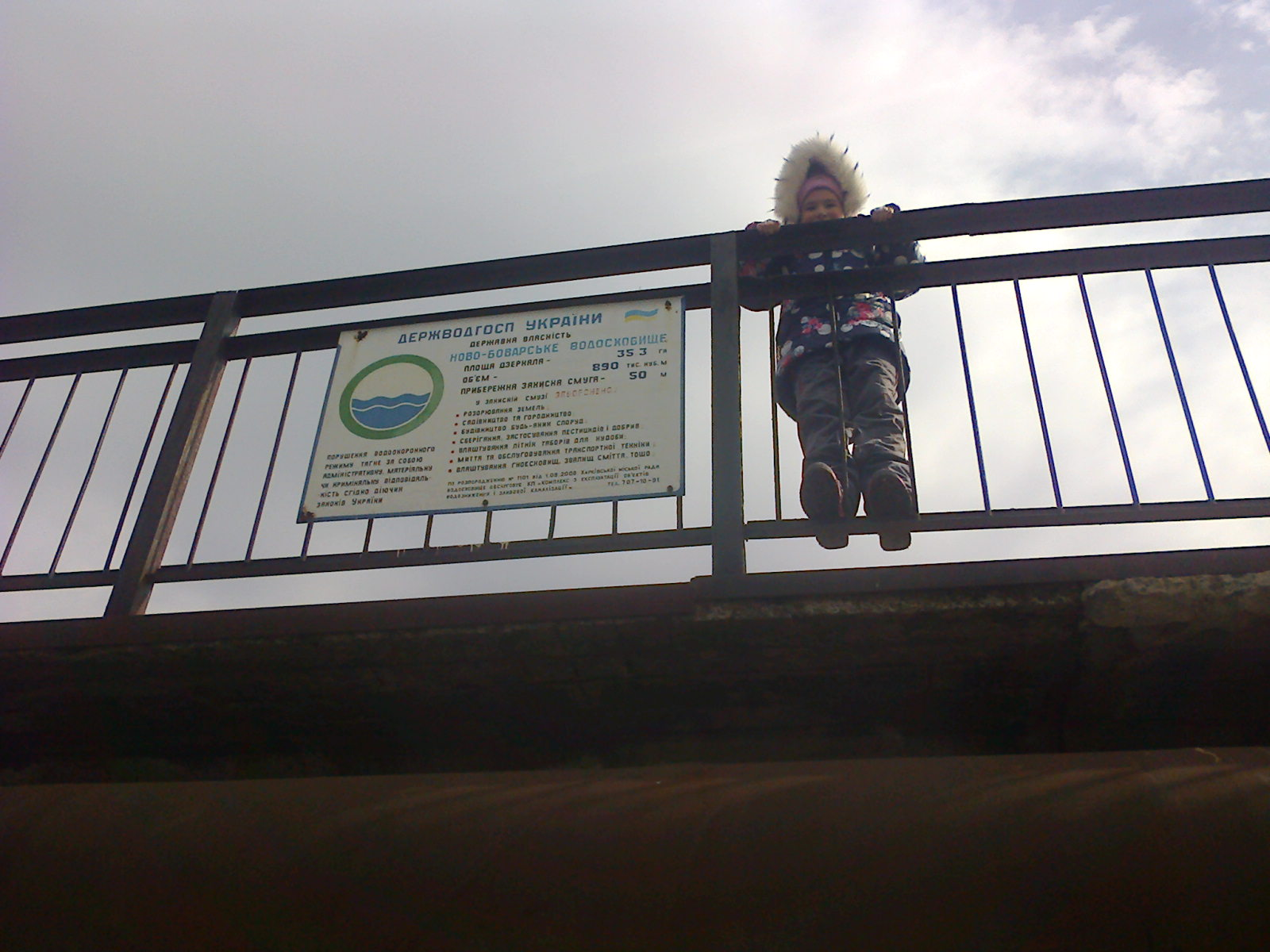
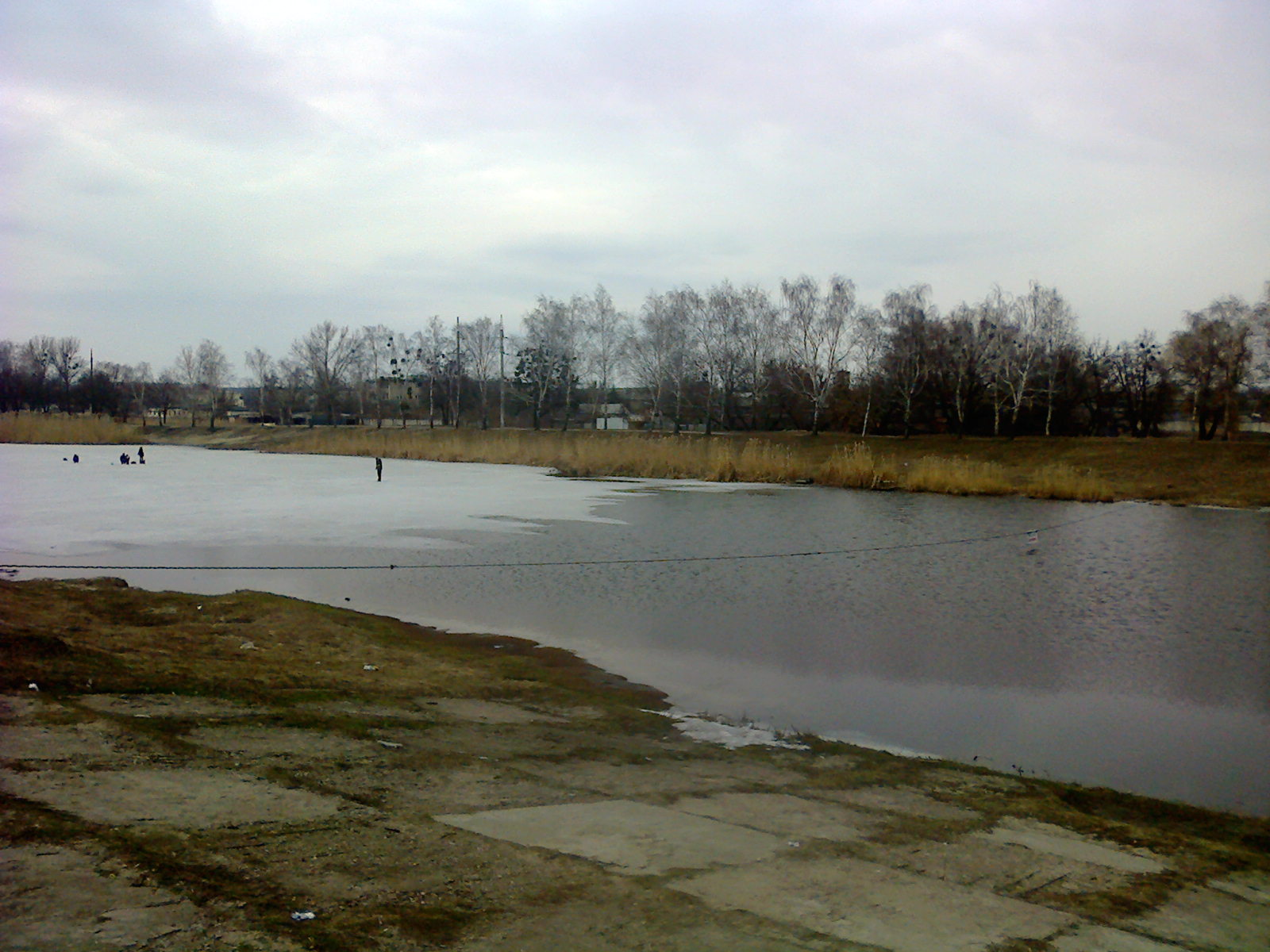
взимку